# Purpuricenus
Genre
Purpuricenus est un genre de coléoptères de la famille des Cerambycidae.

## Espèces rencontrées en Europe
- Purpuricenus budensis (Goeze, 1783)
- Purpuricenus caucasicus Pic, 1902
- Purpuricenus dalmatinus Sturm, 1843
- Purpuricenus desfontainii (Fabricius, 1792)
  - Purpuricenus desfontainii desfontainii (Fabricius, 1792)
  - Purpuricenus desfontainii inhumeralis Pic, 1891
- Purpuricenus ferrugineus Fairmaire, 1851
- Purpuricenus globulicollis Dejean, 1839
- Purpuricenus graecus Slama, 1993
- Purpuricenus kaehleri (Linnaeus, 1758)
- Purpuricenus nicocles Schaufuss, 1871
- Purpuricenus nudicollis Demelt, 1968
- Purpuricenus renyvonae Slama, 2001
- Purpuricenus schurmanni Slama, 1985

## Liste d'espèces
Selon Catalogue of Life (26 août 2014) :
- Purpuricenus atromaculatus
- Purpuricenus axillaris
- Purpuricenus barbarus
- Purpuricenus bipartitus
- Purpuricenus budensis
- Purpuricenus caputorubens
- Purpuricenus caucasicus
- Purpuricenus chopardi
- Purpuricenus cornifrons
- Purpuricenus dalmatinus
- Purpuricenus decorus
- Purpuricenus desfontainii
- Purpuricenus deyrollei
- Purpuricenus dimidiatus
- Purpuricenus diversithorax
- Purpuricenus ferrugineus
- Purpuricenus foraminifer
- Purpuricenus frommi
- Purpuricenus globiger
- Purpuricenus globulicollis
- Purpuricenus goetzei
- Purpuricenus graecus
- Purpuricenus haussknechti
- Purpuricenus humeralis
- Purpuricenus indus
- Purpuricenus innotatus
- Purpuricenus kabakovi
- Purpuricenus kaehleri
- Purpuricenus laetus
- Purpuricenus lameerei
- Purpuricenus linsleyi
- Purpuricenus lituratus
- Purpuricenus longevittatus
- Purpuricenus malaccensis
- Purpuricenus mesopotamicus
- Purpuricenus montanus
- Purpuricenus nabateus
- Purpuricenus nanus
- Purpuricenus nicocles
- Purpuricenus nigronotatus
- Purpuricenus nudicollis
- Purpuricenus opacus
- Purpuricenus optabilis
- Purpuricenus paraxillaris
- Purpuricenus quadrinotatus
- Purpuricenus renyvonae
- Purpuricenus sanguinolentus
- Purpuricenus sasanus
- Purpuricenus schaiblei
- Purpuricenus schurmanni
- Purpuricenus spectabilis
- Purpuricenus subnotatus
- Purpuricenus talyshensis
- Purpuricenus temminckii
- Purpuricenus tommasoi
- Purpuricenus tsherepanovae
- Purpuricenus wachanrui
- Purpuricenus wieneckii
- Purpuricenus zarudnianus

Selon ITIS (26 août 2014) :
- Purpuricenus axillaris Haldeman, 1847
- Purpuricenus dimidiatus LeConte, 1884
- Purpuricenus humeralis (Fabricius, 1798)
- Purpuricenus linsleyi Chemsak, 1961
- Purpuricenus opacus (Knull, 1937)
- Purpuricenus paraxillaris MacRae, 2000
- Purpuricenus temminckii (Guérin-Méneville, 1844)

Selon NCBI (26 août 2014) :
- Purpuricenus humeralis
- Purpuricenus sideriger
- Purpuricenus spectabilis
- Purpuricenus temminckii